# Jonas Silfverling den äldre
Jonas Jansson Silfverling, född 1665, död efter 1716, var en svensk slottsbildhuggare.
Han var son till stenhuggaren Jan Silfverling och Margareta Jonsdotter och gift med Marta Brocamp. Han var sonson till stenhuggaren Anders Silfverling och farbror till kopparstickaren Jonas Silfverling. Han omtalas som stenhuggargesäll i Stockholm 1691 och blev senare mästare, bisittare och ålderman i Stockholms stenhuggarämbete. Han anställdes 1701 som bildhuggare vid Drottningholms slott och utförde samma år piedestalen till Herkulesfontänen. Han efterträdde 1704 sin svärfar som ledare för stenhuggeriarbeten som skulle utföras på Stockholms slott och samtidigt tjänsten att övervaka allt stenhuggeriarbeten vid Hedvig Eleonoras slott och gårdar (Strömsholm, Eskilstuna, Gripsholm, Drottningholm, Svartsjö och Ulriksdal). Denna tjänst gav honom årligen en sidoinkomst på 300 daler silvermynt och han innehade ännu 1715 Hedvig Eleonoras livgedings acta enligt bevarade dokument på Riksarkivet. Under de första åren på 1700-talet arbetade han mycket vid Drottningholms- och Ulriksdals slott där han tillverkade en portal till Kungsträdgården 1702. Han högg sandstensornamenten till kyrkogårdsporten och benhuset vid Katarina kyrka 1712. Vid sidan av sitt arbete för hovet utförde han även arbeten för adeln och han förekommer flera gånger i de Lillieska räkenskaperna och för Fabian Wredes stoft i Björklinge kyrka högg han en kista i kalksten.